# Lippia javanica
Lippia javanica là một loài thực vật có hoa trong họ Cỏ roi ngựa. Loài này được (Burm.f.) Spreng. mô tả khoa học đầu tiên năm 1825.